# Bitwa pod Trypolisem (1911)
Bitwa pod Trypolisem – starcie zbrojne w ramach wojny włosko-tureckiej, prowadzonej w Afryce Północnej przez Królestwo Włoch przeciw Imperium Osmańskiemu.
Starcie rozpoczęło się 2 października 1911 roku, kiedy to eskadra włoskiej marynarki wojennej wpłynęła do portu w Trypolisie, wysadzając desant, który zajął miasto, wypierając garnizon turecki.
W nocy z 9 na 10 października wojska tureckie zaatakowały pozycje Włochów, przerywając w kilku miejscach pozycje obrony przeciwnika. Po zaciętych walkach Turkom udało się wyprzeć Włochów z zajętych przez nich uprzednio fortów Al-Hani i Said Misri. W tej sytuacji Włosi, przy wsparciu artylerii okrętowej, wysłali do miasta znaczne posiłki wojskowe, które po kilku dniach ostatecznie wyparły Turków z Trypolisu.
W wyniku walk o miasto Włosi stracili 490 zabitych oraz 160 rannych. Straty tureckie nie są znane, lecz przypuszczalnie znacznie wyższe.